# God of Love
God of Love es el sexto álbum de estudio de la banda norteamericana de hardcore punk Bad Brains. Fue lanzado el 23 de mayo de 1995 por Maverick. Desde 2002 se encuentra descatalogado.

## Listado de canciones
1. "Cool Mountaineer"
2. "Justice Keepers"
3. "Long Time"
4. "Rights of a Child"
5. "God of Love"
6. "Overs the Water"
7. "Tongue Tee Tie"
8. "Darling I Need You"
9. "To the Heavens"
10. "Thank Jah"
11. "Big Fun"
12. "How I Love Thee"

## Créditos
- H.R. - voces
- Dr. Know - guitarra
- Darryl Jenifer - bajo
- Earl Hudson - batería

con
- Christopher Shaw
- Ric Ocasek - productor[1]